# هوپشتدتن
هوپشتدتن (به آلمانی: Hoppstädten) یک شهر در آلمان است که در Lauterecken-Wolfstein واقع شده‌است. هوپشتدتن ۳۳۵ نفر جمعیت دارد.